# Froelichia gracilis
Froelichia gracilis är en amarantväxtart som först beskrevs av William Jackson Hooker, och fick sitt nu gällande namn av Horace Bénédict Alfred Moquin-Tandon. Froelichia gracilis ingår i släktet Froelichia och familjen amarantväxter. Inga underarter finns listade i Catalogue of Life.